# Platymantis schmidti
Platymantis schmidti é uma espécie de anfíbio da família Ranidae.
É endémica da Papua-Nova Guiné.
Os seus habitats naturais são: florestas subtropicais ou tropicais húmidas de baixa altitude, plantações, jardins rurais e florestas secundárias altamente degradadas.